# 南拉布汉巴都县
南拉布汉巴都县，又译为南老武汗巴都县，是印度尼西亚北苏门答腊省的一个县，县治为哥打槟榔。2007年，南拉布汉巴都县从拉布汉巴都县分出，独立建县。
该县的面积为3,596平方公里，2010年时的人口为277,549。